# Dorcus septentrionalis
Dorcus septentrionalis es una especie de coleóptero de la familia Lucanidae.

## Distribución geográfica
Habita en Kazajistán, Kashmir y Tayikistán.